# Shartlesville
Shartlesville es un lugar designado por el censo ubicado en el condado de Berks en el estado estadounidense de Pensilvania. En el Censo de 2010 tenía una población de 455 habitantes y una densidad poblacional de 192,84 personas por km².

## Geografía
Shartlesville se encuentra ubicado en las coordenadas 40°30′59″N 76°6′1″O / 40.51639, -76.10028. Según la Oficina del Censo de los Estados Unidos, Shartlesville tiene una superficie total de 2.36 km², de la cual 2.34 km² corresponden a tierra firme y (0.99%) 0.02 km² es agua.

## Demografía
Según el censo de 2010, había 455 personas residiendo en Shartlesville. La densidad de población era de 192,84 hab./km². De los 455 habitantes, Shartlesville estaba compuesto por el 96.48% blancos, el 0% eran afroamericanos, el 0% eran amerindios, el 0.22% eran asiáticos, el 0% eran isleños del Pacífico, el 1.98% eran de otras razas y el 1.32% pertenecían a dos o más razas. Del total de la población el 5.05% eran hispanos o latinos de cualquier raza.